# Regionalwahl in Latium 1990
Die Regionalwahl in Latium 1990 fand am 6. und 7. Mai statt.

## Wahlergebnis
| Listen            | Listen                                        | Stimmen   | %    | Mandate |
| ----------------- | --------------------------------------------- | --------- | ---- | ------- |
|                   | Democrazia Cristiana                          | 1.123.076 | 34,4 | 22      |
|                   | Partito Comunista Italiano                    | 776.485   | 23,8 | 15      |
|                   | Partito Socialista Italiano                   | 464.958   | 14,3 | 9       |
|                   | Movimento Sociale Italiano – Destra Nazionale | 213.174   | 6,5  | 4       |
|                   | Partito Repubblicano Italiano                 | 155.179   | 4,8  | 3       |
|                   | Lista Verde                                   | 125.460   | 3,8  | 2       |
|                   | Partito Socialista Democratico Italiano       | 90.300    | 2,8  | 2       |
|                   | Verdi Arcobaleno                              | 78.683    | 2,4  | 1       |
|                   | Antiproibizionisti sulla Droga                | 58.756    | 1,8  | 1       |
|                   | Partito Liberale Italiano                     | 58.720    | 1,8  | 1       |
|                   | Democrazia Proletaria                         | 30.165    | 0,9  | –       |
|                   | Lista Pensionati                              | 26.966    | 0,8  | –       |
|                   | Caccia Pesca Ambiente                         | 19.735    | 0,6  | –       |
|                   | Alleanza Pensionati                           | 19.311    | 0,6  | –       |
|                   | Lega Lombarda – Lega Centro                   | 5.872     | 0,2  | –       |
|                   | Automobilisti                                 | 5.165     | 0,2  | –       |
|                   | Lista Locale                                  | 3.561     | 0,1  | –       |
|                   | Movimento Nazionale Italiano Cacciatori       | 3.492     | 0,1  | –       |
|                   | Nuovo Partito Popolare                        | 1.350     | 0,0  | –       |
| Gesamt            | Gesamt                                        | 3.260.408 | 100  | 60      |
|                   |                                               |           |      |         |
| Ungültige Stimmen | Ungültige Stimmen                             | 259.209   | 7,4  |         |
| Wähler            | Wähler                                        | 3.519.617 | 83,2 |         |
| Wahlberechtigte   | Wahlberechtigte                               | 4.228.291 |      |         |